# Kričanovo
Kričanovo är ett samhälle i Bosnien och Hercegovina.   Det ligger i entiteten Republika Srpska, i den norra delen av landet, 140 km norr om huvudstaden Sarajevo. Kričanovo ligger 83 meter över havet och antalet invånare är 144.
Terrängen runt Kričanovo är platt. Närmaste större samhälle är Derventa, 17,1 km sydväst om Kričanovo. 
Omgivningarna runt Kričanovo är en mosaik av jordbruksmark och naturlig växtlighet. Runt Kričanovo är det ganska tätbefolkat, med 67 invånare per kvadratkilometer.